# Helmuth Klotz (Mediziner)
Helmuth Klotz (* 1. März 1929 in Roding; † 22. Juli 2005 in Darmstadt) war ein deutscher Allgemeinarzt und ärztlicher Standespolitiker.

## Leben
Geboren als Sohn eines praktischen Arztes und Geburtshelfers, studierte Helmuth Klotz nach dem Abitur in Cham von 1948 bis 1954 in Regensburg und in München Medizin. An der Medizinischen Fakultät der Ludwig-Maximilians-Universität München absolvierte Klotz 1954 das medizinische Staatsexamen und promovierte im gleichen Jahr zum Dr. med.; Weiterbildung in Innerer Medizin, Gynäkologie und Geburtshilfe sowie Chirurgie an verschiedenen Krankenhäusern von 1954 bis 1958. 1958 ließ er sich als praktischer Arzt 1958 in Darmstadt nieder; später war er Arzt für Allgemeinmedizin. 
1972 wurde er zum Landesvorsitzenden des Berufsverbandes der Praktischen Ärzte (BPA) gewählt. Von 1978 bis 1987 war er Bundesvorsitzender dieses Verbandes. Von 1986 bis 1992 war Klotz Präsident der Landesärztekammer Hessen, von 1978 bis 1995 Vizepräsident der Bundesärztekammer.

## Ehrungen
- Paracelsus-Medaille (1996).